# Scream (Heide-Park)
Scream ist ein Gyro-Drop-Tower mit einer Gesamthöhe von 103 m bis zur Spitze und einer Fallhöhe von 71 m im Heide Park Resort bei Soltau (Niedersachsen).
Scream entstand durch den Umbau des 1992 errichteten Super Gyro Towers 1000 Aussichtsturms, genannt Aussichtsturm II, der durch die Firma Intamin zwischen Oktober 2002 und April 2003 mit einem Kostenaufwand von 7,5 Millionen Euro durchgeführt wurde. Die Einweihung erfolgte am 24. April 2003.

## Besonderes
Der Heide Park bewarb Scream bis zum Ende der Saison 2020 zwar mit dem Titel des höchsten Gyro-Drop-Towers der Welt, jedoch hat der bereits 1997 errichtete Scream Zone im Freizeitpark Kings Island mit 82 Metern eine noch höhere Fallhöhe, die Gesamthöhe bis zur Spitze beträgt hingegen nur 91 Meter. 
Den Rekord verlor der Park schließlich durch den am 27. April 2019 eröffneten Highlander im Hansa-Park in Sierksdorf. Dieser hat eine Fallhöhe von 103 Metern und eine Gesamthöhe von 120 Metern, was ihn zum weltweit höchsten Gyro-Drop-Tower macht.
Durch den Abriss des Panoramaturmes mit einer Gesamthöhe von 104 m ist Scream ab der Saison 2022 die höchste Attraktion im Heide Park.

## Fahrt

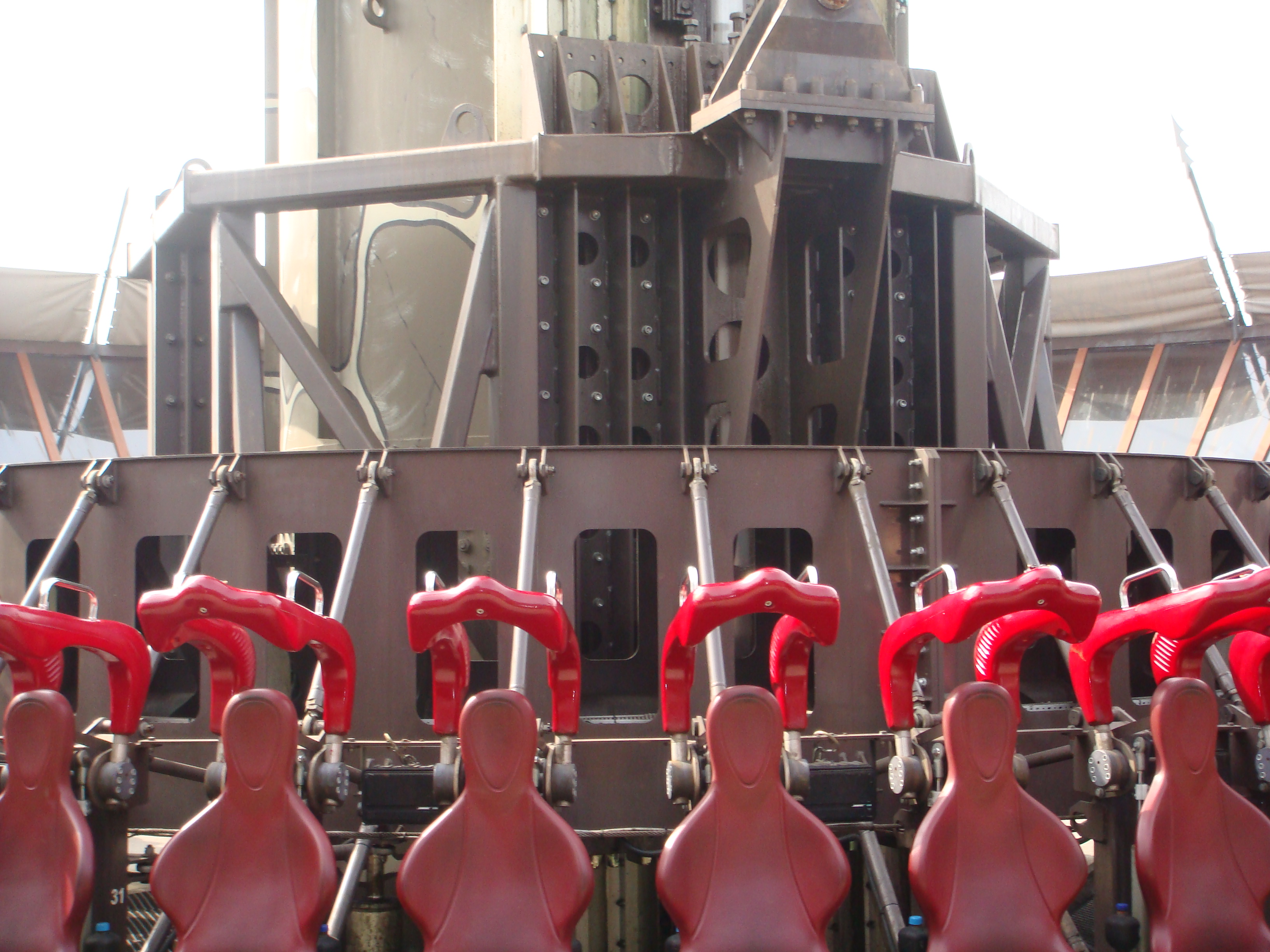
Nahaufnahme der Bremsschwerter an der Gondel

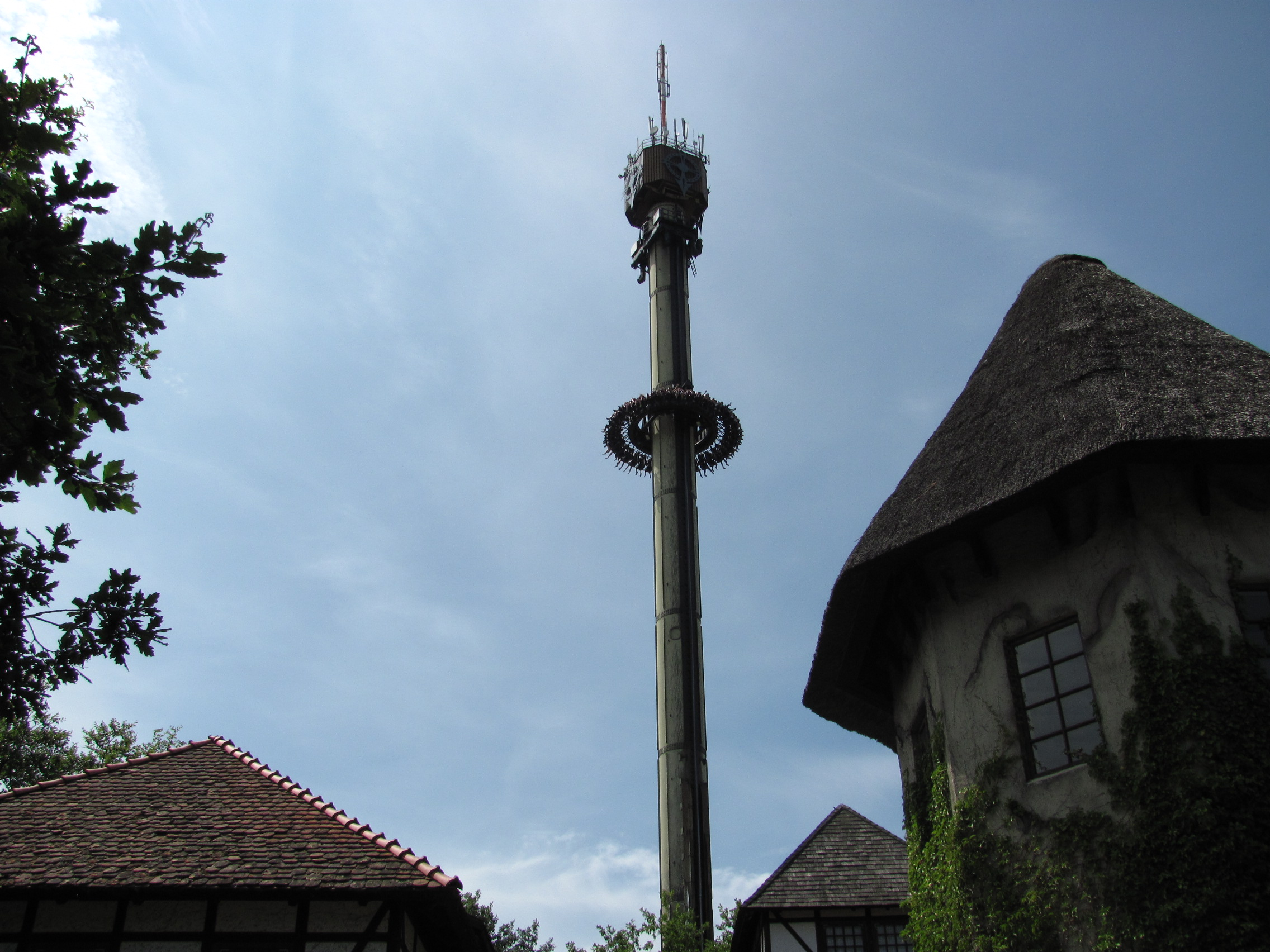
Gondel im Fall

Während der Fahrt nach oben dreht sich die Gondel einmal gegen den Uhrzeigersinn um den Turm. Die gesamte Fahrstrecke beträgt 66 m, die Fallstrecke von 40 m wird in 2,7 bis 2,9 s zurückgelegt. Auf der 28 m langen Bremsstrecke wird die Gondel mithilfe von Wirbelstrombremsen zum Anhalten gebracht. 
Die Bremsschwerter bestehen aus 18 jeweils 1,5 m langen Segmenten, wobei in tiefster Gondelposition noch ein Meter frei bleibt, woraus sich eine reine Bremsstrecke von 26 m ergibt. Vom Erreichen der Bremsschwerter bis zum Stillstand im Bahnhof vergehen etwa 5 bis 6 s.
Beim Abbremsen können Spitzenbelastungen von bis zu 5g auftreten, nach der recht abrupten Abbremsung sinkt die Gondel die verbleibenden Meter mit Schrittgeschwindigkeit in die Halteposition.

## Technisches
Die Gondel hat einen Durchmesser von neun Metern und bietet Platz für 40 Personen, die während der Fahrt mit hydraulisch verriegelnden Schulterbügeln und zusätzlichen Gurten zwischen den Beinen gesichert sind. Sie ist leer 22,5 t schwer, voll besetzt rund 25 t und ist mit einem Audiosystem ausgestattet, das jedoch nur für Notfälle genutzt wird.
Der Turm hat einen Durchmesser von 2,8 m und steht auf einem Fundament von 8 m Tiefe und 10 m Durchmesser, das 2 m aus dem Boden ragt. Der Mast besteht aus neun Elementen von jeweils 9 m Länge, wobei das Unterste zu 5 m in das Fundament versenkt wurde. Oben befindet sich das 70 t schwere Maschinenhaus von 5 × 5 m Querschnitt und 4 m (mit Geländer 5 m) Höhe. Den Abschluss bildet ein 15 m hoher Antennenmast. Mit Fundament und Antenne ergibt sich die Gesamthöhe von 103 m.
Die Bahnhofsplattform befindet sich 5 m über dem Boden, sodass sich eine maximale Fahrhöhe von 71 m ergibt. Die Fallstrecke von 40 m ergibt sich folgendermaßen: 2,25 m über Ende der Bremsen bis Montierung nächstes Turmelement + 4 × 9 m + 1,75 m über Montierung des obersten Elements.
Der Turm steht auf einem vom Heide-Park künstlich angelegten Berg mit einer Höhe von ungefähr 30 Metern. Dadurch wirkt der Turm wesentlich höher und bietet den Fahrgästen eine weite Aussicht.
Am Abend wird Scream vor dem Abschalten in die sogenannte Parkposition gefahren. Dafür werden alle Bügel der Gondel geschlossen und die Gondel wird ohne Fahrgäste noch einmal nach oben gezogen und fallen gelassen. Der Hakenwagen bleibt dann in der oberen Position stehen, sodass sich das Gegengewicht innerhalb des Turms ebenfalls unten befindet.